# Aster semiamplexicaulis
Aster semiamplexicaulis là một loài thực vật có hoa trong họ Cúc. Loài này được (Makino) Makino ex Koidz. mô tả khoa học đầu tiên năm 1923.